# Гамма-глутамілтрансфераза
Гамма-глутамілтрансфераза (ГГТ; синоніми — γ-глутамілтрансфераза, гамма-глютамілтранспептидаза, ГГТП, КФ 2.3.2.2.) — фермент, що бере участь в обміні амінокислот. Каталізує перенесення гамма-глутамілового залишку з гамма-глутамілового пептиду на амінокислоту, інший пептид або, при гідролізі, на воду. Накопичується в основному в нирках (активність ГГТ у 7000 разів вище, ніж у сироватці крові), печінці (в 200—500 разів вище) і підшлунковій залозі. У клітинах локалізується в мембрані, лізосомах і цитоплазмі.
Патології, при яких спостерігається підвищення активності ГГТ у крові:
- обструктивні ураження печінки,
- позапечінкова обтурація жовчних шляхів,
- цироз,
- гепатит,
- інфекційний мононуклеоз,
- стан після пересадки нирки,
- гіпертиреоїдизм,
- цукровий діабет,
- панкреатит,
- алкоголізм і алкогольна інтоксикація,
- рак підшлункової залози,
- рак передміхурової залози,
- пухлини печінки.

## Визначення активності γ-глутамілтрансферази з субстратом L-γ-глутаміл-п-нітроаніліном
Гама-глутамілтрансфераза переносить глутамільний залишок із L-γ-глутаміл- п -нітроаніліну на дипептидний акцептор, яким є гліцилгліцин, що служить одночасно і буфером. Концентрацію вивільненого 4-нітроаніліну вимірюють колориметрично після зупинки реакції підкисленням.

## Нормальна активність ГГТ у крові
У дорослих чоловіків — 8-61 МО / л, у дорослих жінок — 5-36 МО/л. За іншими даними: у чоловіків — 10,4-33,8 МО/л, у жінок — 8,8-22,0 МО/л (пояснюється використанням різних методик і різного обладнання; в роботі орієнтуються на внутрішні стандарти, що встановлюються лабораторією, яка виконує дослідження).
У дітей:
- 1 день — <151 МО/л
- 2-5 днів — <185 МО/л
- 6 днів-6 міс — <204 МО/л
- 7-12 міс — <34 МО/л
- 1-3 роки — <18 МО/л
- 4-6 років — <23 МО/л
- 7-12 років — <17 МО/л
- 13-17 років (ж) — <33 МО/л
- 13-17 років (ч) — <45 МО/л